# راسيل سافاج
راسيل سافاج (بالإنجليزية: Russell Savage) هو سياسي أسترالي، ولد في 27 يناير 1948 بملبورن في أستراليا. انتخب عضو الجمعية التشريعية فيكتوريا.